# Beida Lake Ski Jumps
Die Beida Lake Ski Jumps sind eine Schanzenanlage mit drei Skisprungschanzen in der chinesischen Stadt Jilin. Die Schanzenanlage verfügt über eine Normalschanze der Kategorie K 90, eine Mittlere Schanze der Kategorie K 50 und über eine Kleine Schanze der Kategorie K 30. Die K 90 und die K 50 sind mit Matten ausgestattet.
Die Schanzenanlage befindet sich im Beida-Skiparadies am Songhua-See, welches etwa 56 km von Jilin entfernt ist. Das Beida-Skiparadies ist ein alpines Skigebiet, welches über drei Abfahrtspisten, einer Langlaufloipe und der Schanzenanlage Beida Lake Ski Jumps verfügt. 2020 wurden die K 90 und die K 50 modernisiert.
Die Beida Lake Ski Jumps dienen als Trainingszentrum. In diesem trainieren viele Skispringer bzw. Nordische Kombinierte aus dem Nationalkader.

## Wettbewerbe
Im Jahr 2012 wurde auf der Schanzenanlage Beida Lake Jumps die chinesischen Meisterschaften ausgetragen. Die Männerkonkurrenz konnte Tian Zhandong mit Schanzenrekord für sich entscheiden. Bei dem Wettkampf der Frauen sprang Ma Tong den Schanzenrekord der Frauen und konnte die Konkurrenz besiegen. Den Sieg bei dem Teamwettbewerb der Frauen konnte sich der Verein aus Changchun sichern.